# Leopold II. Pálffy z Erdődu
Hrabě Leopold II. Štěpán Pálffy z Erdődu a Borostyánkő (maďarsky Gróf erdődi és borostyánkői Pálffy (II.) Lipót István, 14. prosince 1716, Vídeň - 9. dubna 1773, Bratislava) byl uherský šlechtic, příslušník hraběcího rodu Pálffyů. Sloužil v císařské armádě, kde dosáhl generálské hodnosti a vrchního velitele a zastával významné státní úřady.

## Jeho kariéra
Narodil sa jako syn císařského důstojníka Leopolda I. Pálffyho (1681-1720) a jeho manželky Marie Antonie Raduitové ze Souches (1683-1750). Měl bratry Mikuláše (1710-1773) a Rudolfa Josefa (1719-1768).
Leopold II. Štěpán se postupně stal jedním z nejvýznamnějších uherských šlechticů z rodu Pálffyů. Nejprve vstoupil do armády, kde se v roce 1741 vypracoval do generálské hodnosti. V roce 1752 byl jmenován generálem dělostřelectva a později, v roce 1760 vrchním velitelem v Uhrách s ročním platem 1 000 zlatých.
Kromě toho vykonával od roku 1758 úřady strážce koruny a skutečného tajného rady.
V roce 1765 byl vyznamenán velkokřížem královského řádu sv. Štěpána, nově založeného uherskou královnou Marií Terezií a titulem Cubiculariorum Regalium magister.
Generál Leopold II. hrabě Pálffy z Erdődu a Borostyánkő zemřel náhle 9. dubna 1773 v Bratislavě, ve chvíli, kdy se chystal posadit ke stolu.

## Manželství a rodina
21. ledna 1739 se oženil s Marií Josefou hraběnkou z Valdštejna. Manželé měli osm dětí, čtyři dcery a čtyři syny, z nichž Leopold (III.) se stal pokračovatelem této (prostřední) rodové linie. Císařský generál Sonchez za své zásluhy získal pozemky v Kozármyšleni. Ty přešly jako věno na Leopoldovu dceru a později do držení rodu Batthyányů.
14. dubna 1765 se oženil podruhé. Jeho druhou manželkou byla Vilemína hraběnka z Ogilvy, s níž však neměl žádné další děti.